# Mu Crucis
Mu Crucis (μ Crucis, μ Cru) é um sistema estelar binário na constelação de Crux. Composto por duas estrelas azuis de classe B inseparáveis a olho nu, possui uma magnitude aparente conjunta de 3,7. Com base em medições de paralaxe, está localizado a aproximadamente 400 anos-luz (120 parsecs) da Terra.
A estrela mais brilhante do sistema, Mu1 Crucis, de magnitude aparente 4,04, tem uma temperatura efetiva de 21 100 K e tipo espectral de B2 IV-V, o que significa que apresenta características de uma estrela da sequência principal e de uma subgigante. Possui massa equivalente a 7,7 vezes a massa solar, raio de 3,1 raios solares e luminosidade de 2 400 vezes a luminosidade solar. É possivelmente uma estrela variável do tipo Beta Cephei.
A outra estrela, Mu2 Crucis, de magnitude aparente 5,20, é uma estrela de classe B da sequência principal com um tipo espectral de B5 Vne, em que a notação 'e' indica a presença de linhas de emissão em seu espectro, o que a torna uma estrela Be, enquanto a notação 'n' indica que suas linhas de absorção estão largas e nebulosas devido a uma alta velocidade de rotação, de mais de 230 km/s. Mu2 Crucis tem cerca de 5 vezes a massa solar, 2,5 vezes o raio solar e está brilhando com 425 vezes a luminosidade solar. Sua atmosfera irradia essa energia a uma temperatura efetiva de 16 500 K.
As duas estrelas do sistema estão separadas por 35 segundos de arco na esfera celeste, o que corresponde a uma separação física de mais de 3 900 UA e um período orbital de pelo menos 68 000 anos. Mu Crucis pertence ao subgrupo Centaurus-Crux Inferior da associação Scorpius–Centaurus, a associação OB mais próxima do Sol.